# Lip Sync Battle Ukraine
Lip Sync Battle Ukraine (ukrainisch Ліпсінк батл) ist die ukrainische Version des Originals aus den USA.
Die Hauptaufgabe der Stars besteht darin, Lieder von anderen Stars und deren die Mimik, das Aussehen, die Art und Weise, auf der Bühne des ursprünglichen Interpreten des Hits so überzeugend wie möglich zu reproduzieren. In jeder Ausgabe treten drei Prominente Paare in einem kreativen Playback-Duell gegeneinander an. Das Publikum entscheidet, wer vom welchen Paar das Duell gewinnt. Die drei Gewinner treten dann wieder in einem Triell gegeneinander an und der endgültige Gewinner kommt in das Finale.
Die erste Staffel umfasste sieben Folgen, die ebenfalls auf YouTube (1. Folge, Ausschnitte) und auf 1+1-Video (7 Folgen) gesendet wurden. Die Moderatoren waren Tina Karol und Potap.
Beim Finale schauten 2,9 Millionen Zuschauer auf 1+1 zu, was einem Anteil von 16,1 % entspricht. Gewinner wurde der Sänger Dantes.